# Nothing in This World
"Nothing in This World" släpptes den 28 augusti 2006 och är den tredje singeln från Paris Hiltons debutalbum "Paris". Sången har också blivit titelmelodi till hennes MTV-special "This is Paris".

## Musikvideo
Musikvideon till "Nothing in this World" spelades in av producenten Scott Speer i Los Angeles den 5–6 september 2006, i Pasadena och vid Long Beach Polytechnic High School i Kalifornien.

## Låtlista och format
- Promo CD-singel

1. Nothing in This World
2. Nothing in This World [Instrumental]

- iTunes Digital-singel

1. Nothing in This World
2. Nothing in This World [Dave Aude Club Mix]
3. Nothing in This World [Jason Nevins Mix]
4. Nothing in This World [Kaskade Remix]
5. Nothing in This World [Dave Aude Remix Edit]
6. Nothing in This World [Jason Nevins Radio Mix]
7. Nothing in This World [Kaskade Remix Edit]

## Listplaceringar
| Lista (2006)                              | Peak Placering |
| ----------------------------------------- | -------------- |
| Singapore                                 | 1              |
| Venezuela Airplay                         | 1              |
| Filippinerska                             | 1              |
| Costa Rica Airplay                        | 1              |
| Ecuador                                   | 1              |
| Thailand                                  | 1              |
| Polen                                     | 4              |
| Sydafrika                                 | 2              |
| Lettland                                  | 15             |
| Ryssland                                  | 11             |
| Bulgariska spellistan                     | 7              |
| Euro Top 20                               | 19             |
| Panama                                    | 11             |
| Brasilianska dancelistan                  | 8              |
| Australiska ARIA-singellistan             | 32             |
| Finländska singellistan                   | 7              |
| Tyska singellistan                        | 34             |
| Sverige                                   | 36             |
| Amerikanska Billboard Pop 100             | 89             |
| Rumänska Top 100                          | 26             |
| Amerikanska Billboard Hot Dance Club Play | 12             |
| Dutch Top 40                              | 20             |
| Brittiska singellistan                    | 55             |
| Colombianska singellistan                 | 32             |